# Kecamatan Sawahan (distrikt i Indonesien, lat -7,74, long 111,77)
Kecamatan Sawahan är ett distrikt i Indonesien.   Det ligger i provinsen Jawa Timur, i den västra delen av landet, 600 km öster om huvudstaden Jakarta.